# كورنيليوس بينيت
كورنيليوس بينيت (بالإنجليزية: Cornelius Bennett)‏ (و. 1965 – م) هو لاعب كرة قدم أمريكية، من الولايات المتحدة الأمريكية، ولد في برمنغهام، ألاباما.

## التعليم
تعلم في جامعة ألاباما.

## جوائز
حصل على جوائز منها:
- جائزة لومباردي [الإنجليزية]‏ (1986).

## روابط خارجية
- كورنيليوس بينيت على موقع مرجع كرة القدم المحترفة.كوم (الإنجليزية)